# Namoradeira
Namoradeira é um tipo de escultura popular e tradicional no estado brasileiro de Minas Gerais. Esculpidas artesanalmente, podem ser encontradas em diferentes tamanhos e materiais: madeira, cerâmica, gesso e resina. A finalidade mais comum dessas esculturas é servir como peça decorativa de janelas ou sacadas.

## História
Registros históricos demonstram que em Portugal e no Brasil dos séculos XVII e XVIII existia o "namoro de bufarinheiro". O namoro ocorria quando homens faziam pequenos gestos como as mãos e a boca, ou davam piscadelas, em frente as janelas onde ficavam mulheres em dias de procissão religiosa.
Outro tipo de namoro que se dava nas janelas era o "namoro de escarrinho", onde o rapaz ficava em baixo da janela de sua pretendente e fungava o nariz, como se estivesse resfriado. Caso seus sentimentos fossem correspondidos, a moça tossia ou fungava em resposta.
As mulheres ficavam nas janelas pra ver o movimento nas ruas ou esperando para ver passar seu interesse romântico, daí o nome de "namoradeiras". Esses tipos de namoros dos séculos XVII e XVIII podem também ter inspirado a criação das esculturas 'namoradeiras'.

## Artesanato

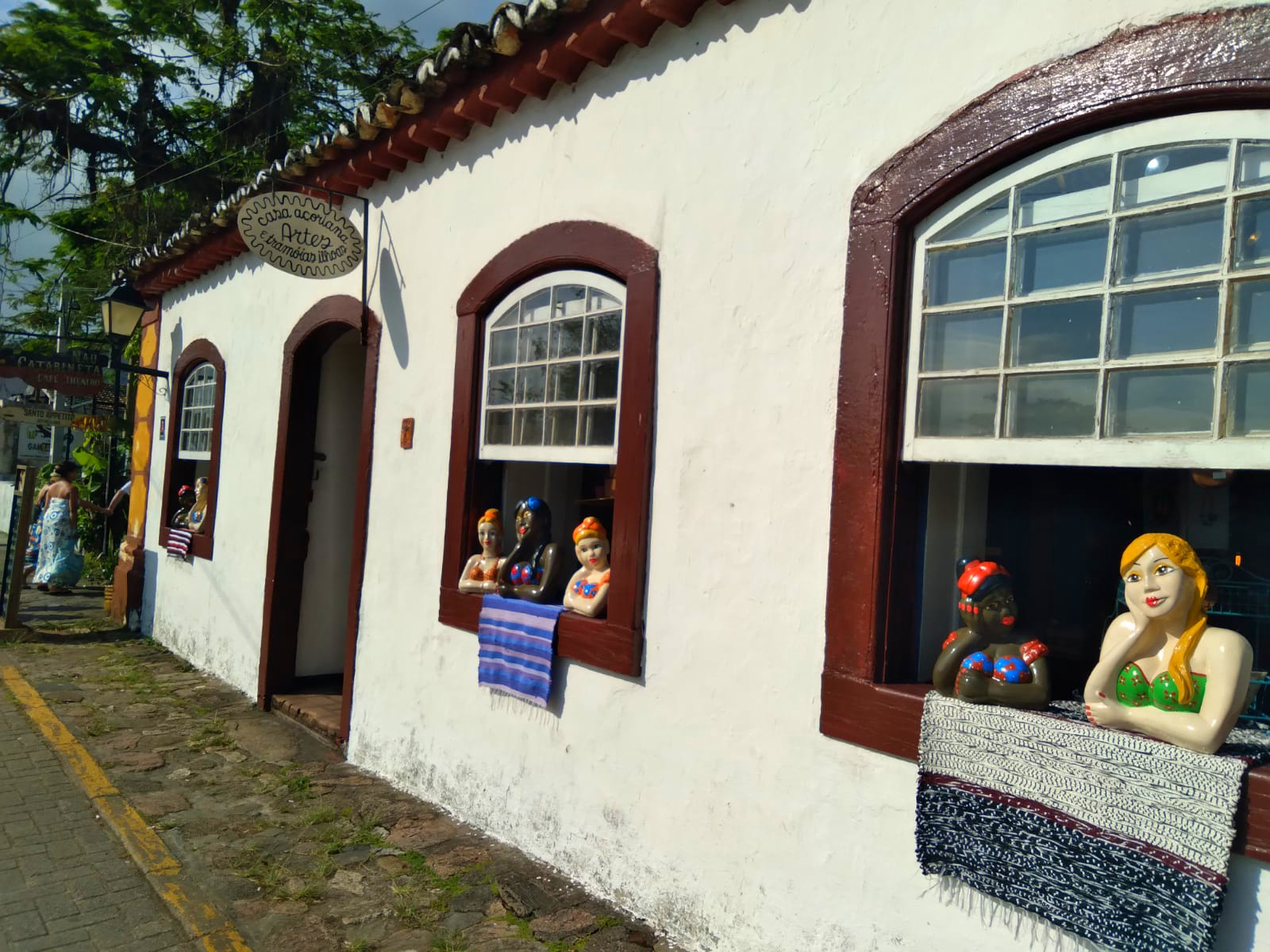
Namoradeira em uma janelas de Santo Antônio de Lisboa, em Florianópolis..

No artesanato, as bonecas coloridas remetem a um costume antigo de moradores das cidades do interior do Brasil, principalmente em Minas Gerais. As esculturas, geralmente em tamanho grande e realista, apresentam-se com um dos braços apoiado na horizontal e o outro levando a mão ao rosto, ou ainda com os braços cruzados ou com as duas mãos no rosto.
Normalmente as bonecas são retratadas usando vestidos com decotes e lábios pintados, além de olhares femininos e apaixonantes. As bonecas representam vários tipos de mulheres, podendo ser pretas, pardas ou brancas. Quase sempre são vistas ornamentando peitoris de janelas e sacadas de varandas, como símbolo de boas-vindas aos visitantes das cidades.
A técnica utilizada para a confecção dessas bonecas é o uso de cerâmicas de argila ou gesso, que são pintadas a mão. Além de Minas Gerais, esse tipo de escultura também pode ser encontrada em outros estados, como Bahia, Goiás, São Paulo, Rio de Janeiro, Paraná e Santa Catarina.